# Pterandra isthmica
Pterandra isthmica är en tvåhjärtbladig växtart som beskrevs av J. Cuatrec. och T.B. Croat. Pterandra isthmica ingår i släktet Pterandra och familjen Malpighiaceae. Inga underarter finns listade i Catalogue of Life.